# Ilíada d'Hermoníac
La Ilíada d'Hermoníac (grec: Ἰλιάς Κωνσταντίνου Ἑρμονιακοῦ) és una paràfrasi romana d'Orient de la Ilíada, del segle xiv, composta per Constantí Hermoníac. El poema va ser encarregat pel Dèspota de l'Epir, qui va demanar a Hermoníac d'escriure una nova versió d'aquesta èpica en la llengua vernacla grega.

## Context
Constantí Hermoníac fou un poeta i erudit romans d'Orient del segle xiv. Se'n sap molt poc, llevat que va viure en els cercles cortesans d'Arta, la capital del Despotat de l'Epir, un estat successor de l'Imperi Romà d'Orient. Després de ser-li encarregat pel Dèspota Joan II Orsini (1323–1335) i la seva muller Anna Paleòloga, ca. 1330, va compondre la seva paràfrasi de la Ilíada d'Homer.

## Continguts i estil
El poema consisteix en 8,799 octosíl·labs troqueus no rimats i està dividit a 24 rapsòdies i 142 capítols. Es basa principalment en dues obres del segle xi: el Chronike Synopsis de Constantí Manasses i les Al·legories de la Ilíada de Joan Tzetzes La seva intenció era a fer Homer planer i fàcil de comprendre pels seus contemporanis. A tal fi, algunes seccions són copiades verbatim, i altres són considerablement alterades a fi de treure'n referències paganes als déus Olímpícs i per reflectir les circumstàncies més familiars al món grec medieval tardà. Quant a la trama, Hermoníac hi tracta tant la guerra en si com els esdeveniments que van passar abans i després d'ella. Tanmateix falsifica els esdeveniments de la Ilíada i introdueix caràcters que eren estranys al cicle troià, com seria proveir Aquil·les d'un regiment de tropes hongareses i búlgares.
El poema és escrit en una llengua vernacla amb una barreja de modismes apresos i populars. A més, s'ha argumentat que l'obra d'Hermoníac era un exemple de pedanteria romana d'Orient i que mostra menys exposició al romanç cortesà occidental que altres obres d'aquella època, com la novel·la Kallimachos i Chrysorrhoe. L'obra fou objecte d'una edició a càrrec d'Émile Legrand el 1890.